# Jamaicakråka
Jamaicakråka (Corvus jamaicensis) är en fågel i familjen kråkfåglar inom ordningen tättingar.

## Utbredning och systematik
Fågeln återfinns lokalt på Jamaica (främst i högländerna). Den behandlas som monotypisk, det vill säga att den inte delas in i några underarter.

## Status
Jamaicakråkan har ett mycket litet utbredningsområde och beståndet är litet, uppskattat till mellan 1000 och 2500 häckande individer. Den tros dock öka i antal och verkar trivas bra i degraderade miljöer. IUCN kategoriserar arten som nära hotad.